# 索尼NEX系列

Sony α的商标

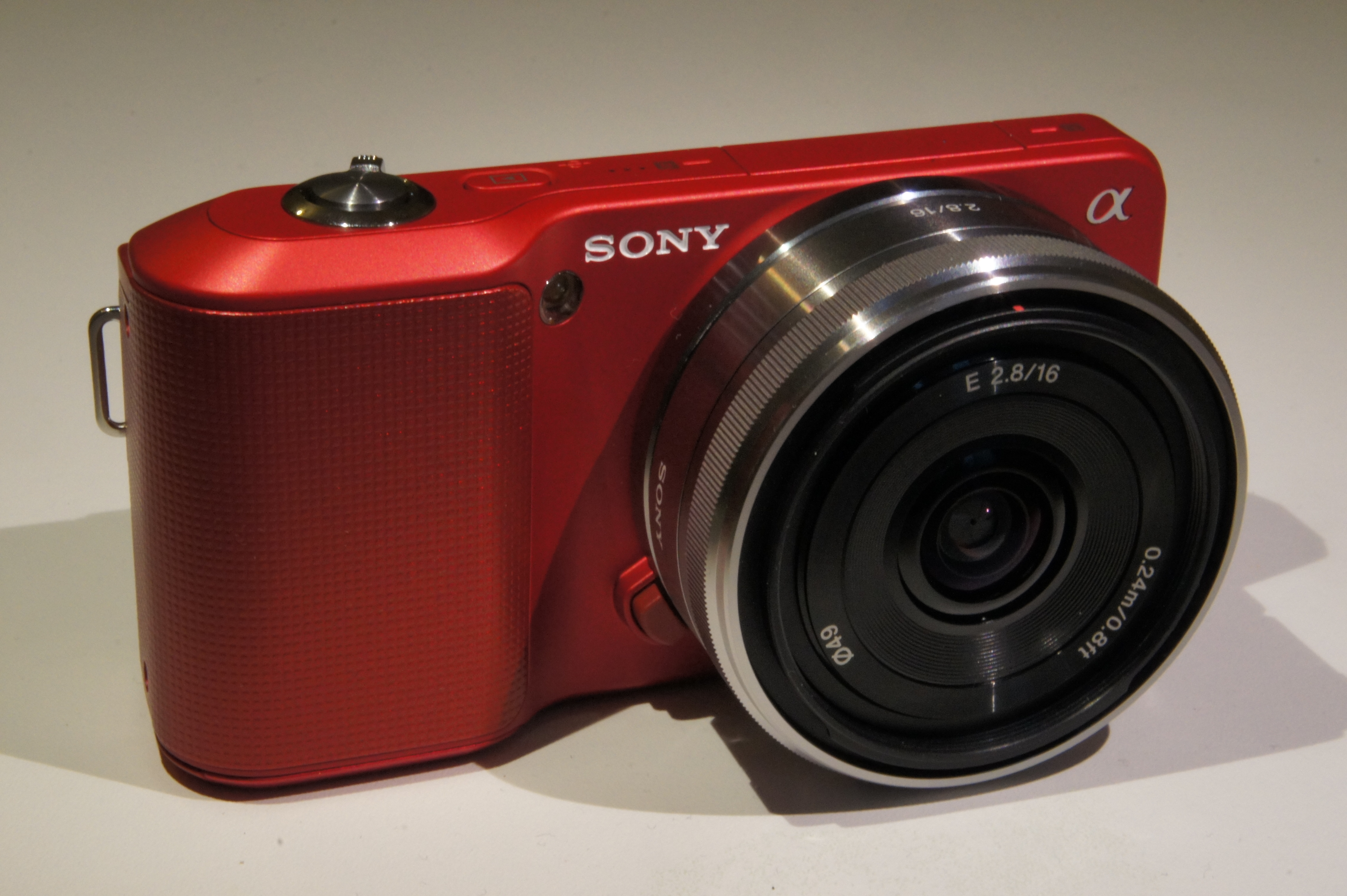
裝上超廣角E16mm f/2.8鏡頭（SEL-16F28）的NEX-3

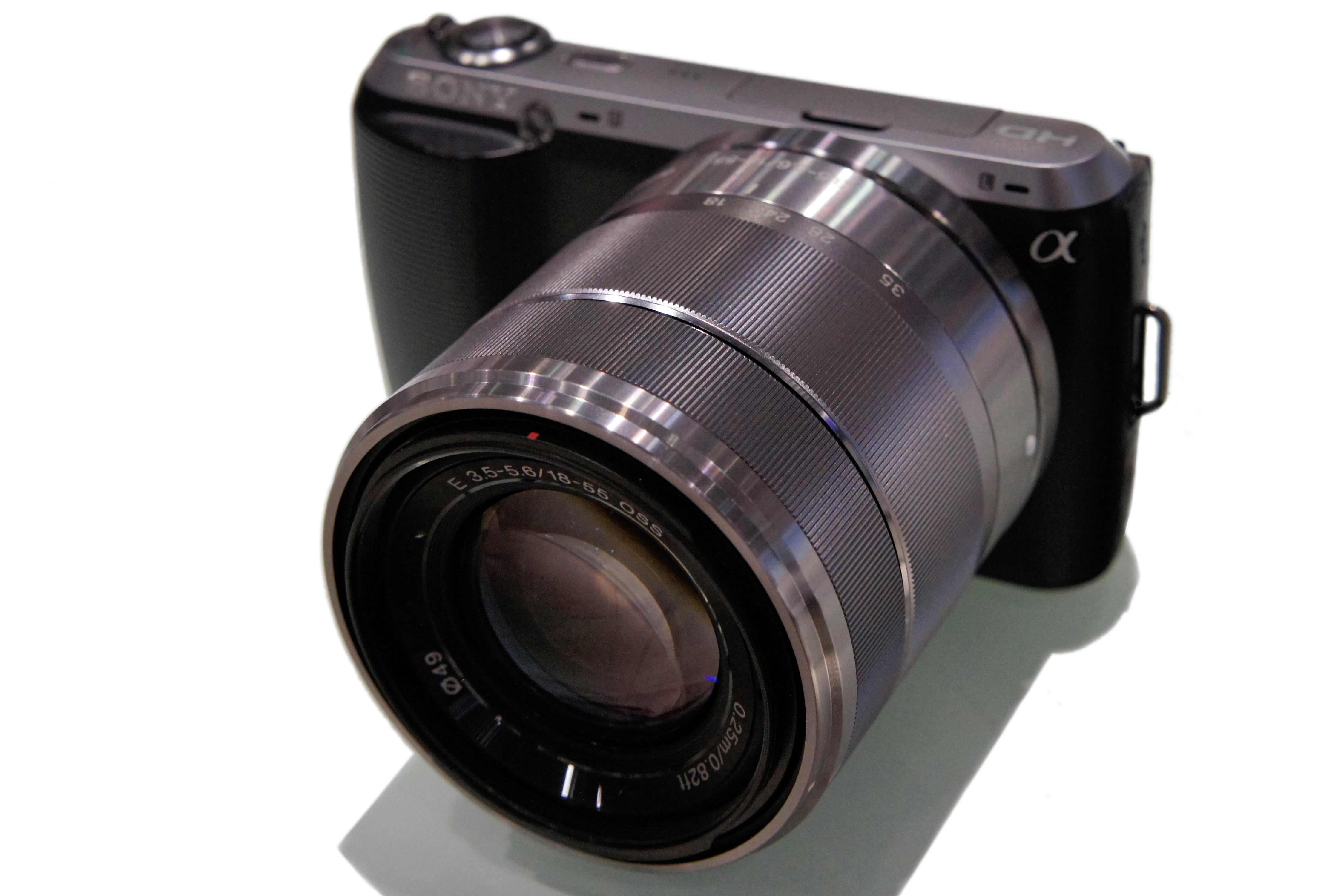
NEX-C3

NEX系列相机是索尼公司於2010年5月11日开始發佈的无反光镜可更换镜头相机系列。NEX系列之所以能將可換鏡頭相機的機身體績大幅縮小，是由於它捨棄傳統單反相機所採用的五稜鏡、反光鏡等组件。NEX取New Eighteen-mm（E-mount） eXperience之意，因其系列成像系统中的法兰距为 18 毫米（Eighteen-mm）。该系列相机亦使用α品牌，但产品分类上则归属索尼自家商标微单™相机。

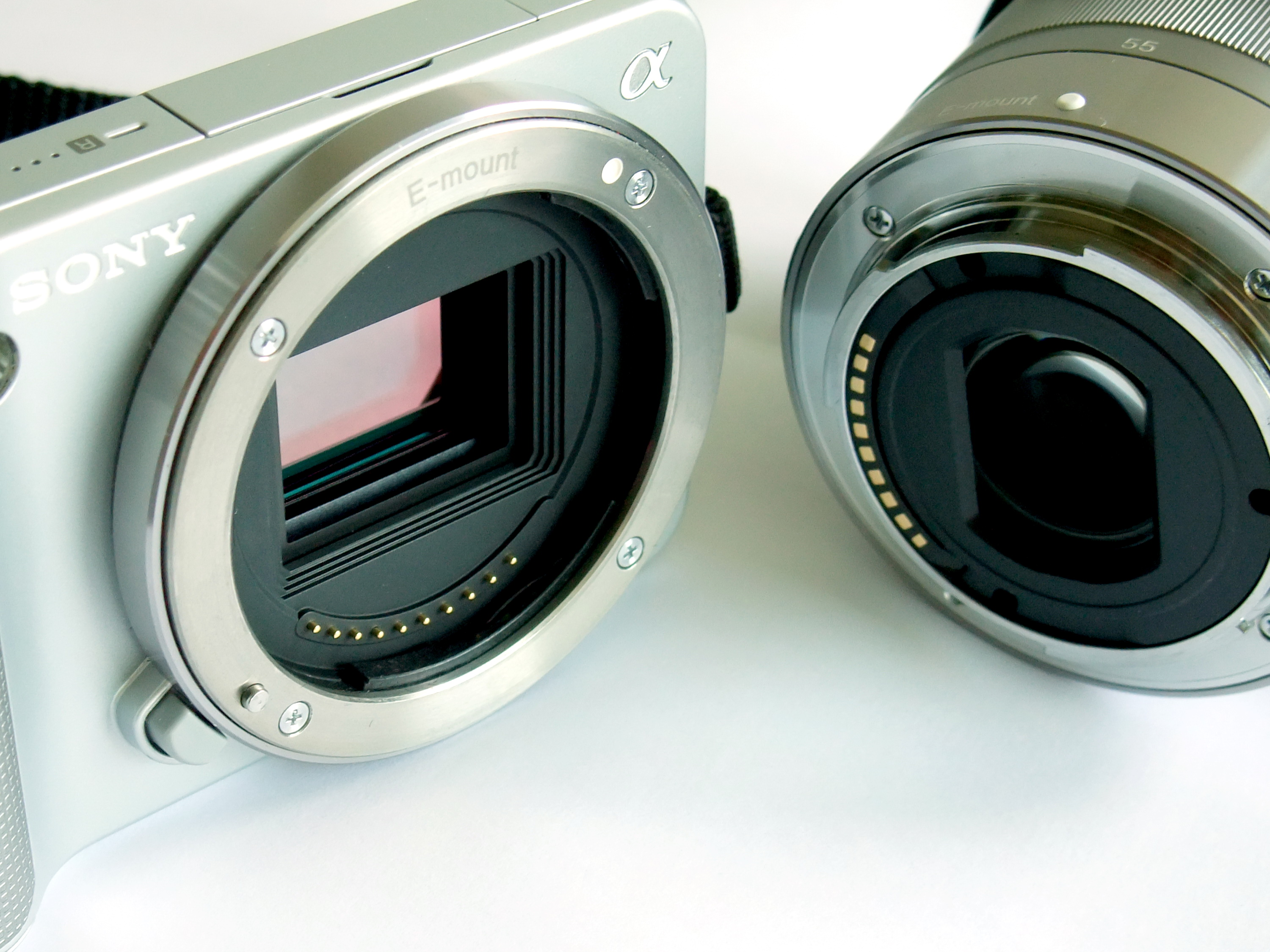
移除鏡頭後的NEX-3，可直接看到APS-C尺寸的CMOS感光元件，沒有反光鏡的設計。

2013年8月起，索尼公司推出的新款E接口相机编号采用ILCE打头，原先的NEX标签停止使用。

## 簡介
NEX系統採用了全新的E接環，在如卡片數碼相機般輕巧的機身內放入了APS-C數碼單反相機一樣大的Exmor™ APS HD CMOS影像感測器及高清影片拍攝功能，以簡易操作帶來媲美數碼單鏡反光相機的畫質。
目前競爭對手包括:三星Samsung NX系列，富士Fujifilm X-Pro 1，松下 Panasonic GF和GX系列，奧林巴斯Olympus PEN系列，尼康Nikon 1系列，賓得Pentax Q，佳能Canon EOS-M系列。
中國大陸用戶根據英文發音規律（Nex）賦予它「奶昔」的暱稱。

## 特色
NEX系列在小巧的機身內集成了豐富的功能。包括一些曾經是單反相機專屬的功能，但同樣也包括一般數碼相機的功能。NEX-5的機身是用高強度的鎂合金製造的，而較便宜的NEX-3則是工程塑料。NEX-5能拍攝60fps的1080i高清視頻，而NEX-3為720p。如單反一樣尺寸的APS HD CMOS傳感元件有達到ISO 12800的感光度。相機同樣包括了索尼特色的智能全景模式，用戶只要手持相機按照提示橫向或者豎向旋轉相機，相機即可合成一張JPEG格式的全景照片。
2011年发售的NEX-5N的最高感光度达到ISO 25600。
NEX-5N与NEX-7将视频拍摄提高到1080 50/60p及加入视频拍摄全手动功能。

## 鏡頭
NEX-5連同它的姊妹型號NEX-3使用了索尼為NEX系列產品最新開發的索尼E接環。隨產品一起發售的有兩枚鏡頭，一枚是通常搭配發售的套機鏡頭E 18-55mm f/3.5-5.6 OSS（SEL-1855）、另一款是小巧的超廣角餅乾鏡頭E 16mm f/2.8（SEL-16F28），此外還有一個魚眼附件，在搭配 16 毫米鏡頭之後即可變為魚眼鏡頭。在索尼發佈NEX系統的第三款產品索尼 Handycam NEX-VG10的同時也發佈了一枚18-200 毫米長焦鏡頭。
在2010年11月的固件版本3更新之後，NEX-5可使用索尼LA-EA1轉接環使用幾乎所有索尼A接口的鏡頭，實現自動對焦和光圈調節。不過一些鏡頭內沒有馬達的索尼/美能達鏡頭只能使用手動對焦。
在2011年的固件版本4更新以后的NEX-3/5及此后新上市的NEX系列相机NEX-5N与7上，加入峰值辅助（peaking）这一原本用于较高阶摄像机的功能作为手动对焦辅助，使得NEX成为转接爱好者的普遍选择。
在2011年的固件版本5更新以后的NEX-3/5及此后新上市的NEX系列相机NEX-5N与7上，可使用索尼LA-EA2转接环使用几乎所有索尼A接口的镜头，并实现拥有索尼中高阶DSLR的自动对焦性能和光圈调节。并可在视频拍摄中使用自动对焦，但拍摄视频时若使用自动，则最大光圈值被限定在3.5。
由於NEX系統的法蘭距（鏡頭到成像元件距離）非常短，只有 18 毫米，因此理論上可以轉接 45 毫米內甚至更長法蘭距的鏡頭。事實上，有許多第三方廠商製造了各種適合E接環的轉接環。這樣一來不單E接口和A接口兼容鏡頭，還可以轉接其他系統的鏡頭，包括佳能、尼康、賓得、M4/3、徠卡等各品牌的鏡頭，甚至是天文望遠鏡。這類第三方轉接環有時候會包括一片矯正鏡片，鏡頭轉接到NEX-5／3後可通過手動對焦正常拍攝。有一些無機械控制光圈的電子式鏡頭可能無法使用，例如佳能EF接環鏡頭。

## 系列產品

### 可換鏡頭數碼相機
- 索尼 NEX-3（A／K／D）[1]（已於2011年2月23日停產[2]）

機身有黑色、銀色、紅色、白色、粉紅色、棕色。
- 索尼 NEX-5（A／K／D／H/B）[1]

機身有黑色、銀色、金色。
- 索尼 NEX-C3（A／K／D）
- 索尼 NEX-5N
- 索尼 NEX-7
- 索尼 NEX-F3
- 索尼 NEX-5R
- 索尼 NEX-6
- 索尼 NEX-3N
- 索尼 NEX-5T

### 數位攝影機
- NEX-VG900
- NEX-VG30
- NEX-VG20
- NEX-VG10
- NEX-FS100J
- NEX-FS700

### E接環鏡頭
E卡口的镜头主要来自索尼原厂设计和生产，同时也有副厂生产E卡口镜头，包括适马、腾龙等厂商。
索尼的E卡口镜头在命名时，全画幅为FE开头，APSC画幅为E开头。但无论画幅大小，E与FE的镜头都可以在全画幅或APSC画幅的E卡口机身上使用。需要注意的是，全画幅机身使用E镜头时，APSC画幅的E镜头像场不足以覆盖全画幅，画面会出现明显的暗角或黑框，除非画面按照APSC画幅裁剪后拍摄。

### 濾鏡
- MC鏡頭保護鏡（VF-49MPAM）
- CPL環型偏光鏡（VF-49CPAM）
- ND減光鏡（VF-49NDAM）

### 其他原廠配件

#### NEX系列专用配件
- 皮質攝影肩帶（STP-XH1）（長度約85公分）
- 皮質相機套（NEX-5用LCS-EMB1A、NEX-3用LCS-EMB1A）
- 皮質鏡頭套（16 毫米用LCS-EML1A、18-55 毫米用LCS-EML2A）
- NEX專用螢幕保護蓋（PCK-LH1EM）
- PCK-LM1EA 專用半硬质液晶螢幕保護面板
- PCK-LM10 專用半硬质液晶螢幕保護面板
- PCK-LS1EM 专用液晶屏保护膜
- NEX專用螢幕保護貼（PCK-LS1EM）
- 高級鏡頭包布（LCS-WR2AM）
- 鏡頭蓋收納套（LCS-LC1AM）
- NEX專用配件組（ACC-FWCA）(包括高級攝影包布、W型鋰電池、攝影肩帶、鏡頭蓋收納套）

- 外接式光學觀景窗（FDA-SV1）（SEL16F28專用）
- NEX專用立體聲麥克風（ECM-SST1）
- ECM-CG50

- 直流電連接器（AC-PW20）

#### 通用系列配件
- 新型MS Pro-HG Duo HX高速存取記憶卡（MS-HX32A）
- W系列智慧型鋰電池（NP-FW50）

## 外部連結
- 日本 Sony NEX 官方網站 （页面存档备份，存于）（日語）
- 台灣 Sony NEX 官方網站 （页面存档备份，存于）（繁體中文）
- 香港Sony NEX官方網站
- DP Review（Digital Photography Review）（英文）
- Pop Photo Review（英文）